# Battlefield Heroes
(Dal trailer di Battlefield Heroes)
Battlefield Heroes (abbreviato BFH) è un videogioco sparatutto in stile cartoon shooter, prodotto dalla Digital Illusions Creative Entertainment dietro produzione della EA Games. La data di uscita ha subito continui spostamenti fino ad arrivare al 25 giugno 2009, data d'uscita ufficiale del gioco. Battlefield Heroes è stato il primo gioco della Electronic Arts completamente gratuito (scaricabile dal sito ufficiale); le spese di programmazione sono state principalmente ripagate con la pubblicità sul sito web ufficiale e con la vendita di oggetti per personalizzare l'aspetto del proprio avatar o armi con skin diverse e con il 2-5% di possibilità in più di effettuare un colpo critico quando colpiscono.
Il gioco, rispetto ad altri della stessa serie (Battlefield), richiede meno abilità tattiche e strategiche per essere giocato, ed al contempo meno in termini di hardware, per aumentarne la diffusione. In più, è presente un sistema che fa giocare nelle stesse stanze giocatori con simile livello di abilità, per partite più equilibrate. 
I server sono stati chiusi il 14 luglio 2015.

## Il gioco
Battlefield Heroes presenta una variante della modalità Conquista. Le due fazioni si chiamano National Army e Royal Army, ed ogni giocatore di entrambe le squadre vedrà nella chat i propri nemici con il colore rosso e i propri alleati con il colore azzurro. Il tempo di attesa per il respawn è di soli 5 secondi, permettendo così un'azione più frenetica. I giocatori però non potranno scegliere il punto in cui avverrà, visto che il software è fornito di un sistema intelligente che posizionerà i giocatori resuscitati il più vicino possibile ad una battaglia.
Nel gioco vi è anche un sistema di punteggio chiamato Metagame (nome non ufficiale), che permette alle fazioni di sfidarsi per il controllo di un preciso territorio durante ogni partita. Alla fine di ogni settimana, si fa il conto di vittorie e sconfitte, e in ogni squadra viene distribuito denaro in base alla percentuale di partite vinte, quindi terreno conquistato.
Ogni giocatore può decidere se parteciparvi o meno.

### Personaggi e classi
Le fazioni sono due: i Royals ed i Nationals: gli autori si sono ispirati manifestamente all'esercito reale britannico ed a quello americano per i Royals, invece per i Nationals all'esercito tedesco nazionalsocialista, così come appare nelle bandiere e nelle divise.
Il gioco si ispira, inoltre, agli anni quaranta, così come possiamo dedurre dalle macchine e dallo stile dei panorami rurali ed urbani nel gioco.
In origine, per ogni account era possibile creare un singolo personaggio, la cui classe e fazione di appartenenza, una volta scelte, non potevano più essere cambiate. La cosa ha suscitato non poche proteste fra gli appassionati della serie, cosicché DICE, per andare loro incontro, ha annunciato che sarà possibile creare tre personaggi per account, così come accade per Battlefield 2142.
Nel gioco saranno disponibili tre distinte classi giocabili.

#### Commando
Questa classe è, come suggerisce il nome, specializzata in azioni furtive, colpi alle spalle e tiri di precisione. Può utilizzare come armi principali un fucile di precisione, una pistola o un pugnale, e come secondarie ha a disposizione solo della TNT appiccicosa o un lanciagranate.
Il Commando è una specie di Spia, ed ha un basso livello di punti vita rispetto alle altre classi.
Le sue abilità speciali riguardano il posizionare trappole, nascondersi e tendere imboscate.

##### Abilità
- Stealth: permette di nascondersi alla vista dei nemici in un certo raggio d'azione;
- Piercing Shot: aumenta per una manciata di secondi il danno causato da fucili di precisione;
- Troop Trap: lancia una piccola trappola esplosiva ad area d'effetto che viene innescata quando un nemico si avvicina;
- Poisoned Blade: avvelena la lama del pugnale in dotazione, causando danno nel tempo;
- Elixir: aumenta la velocità di movimento creando una grande cortina fumogena che nasconde i movimenti, ed assorbe una piccola quantità di danni subiti quando l'abilità è attiva;
- Mark Target: rende visibile anche attraverso edifici qualsiasi personaggio o veicolo indicato, annullando eventualmente l'effetto dell'abilità Stealth di un commando.

#### Soldier
Il soldato è una classe versatile, che bilancia velocità ed armamento con abilità orientate più al gioco di squadra. Può utilizzare come armi primarie una SMG, un fucile a pompa oppure una pistola, e come secondarie della TNT appiccicosa, una granata esplosiva o un lanciagranate.

##### Abilità
- Combact Medicine: cura le ferite al personaggio stesso e, se sono presenti, anche ai compagni di squadra;
- Grenade Spam: lancia più granate in un solo colpo, con maggior raggio d'efficacia ma minor danno per granata rispetto a quelle normali;
- Blasting Strike: scaglia lontano veicoli e personaggi nemici;
- Burning Bullets: spara proiettili incendiari con la SMG in dotazione, causando danno nel tempo;ora molti giocatori hanno il dotazione il widget fantastiche mutande anti-sparo che riduce quasi a zero i danni provocati dal fuoco dei proiettili
- Sixth Sense: fa vedere le sagome dei personaggi nemici (non se nascosti con Stealth) attraverso i muri a te e ai compagni adiacenti;

#### Gunner
Il Gunner è la più pesantemente armata delle tre classi, ma anche la più lenta nei movimenti. La sua arma iniziale è una MG a fuoco rapido, accompagnata da un fucile a pompa. Ha a disposizione come arma secondaria oltre candelotti di TNT appiccicosi un lanciarazzi anticarro.

##### Abilità
- Hero Shield: crea uno scudo invisibile attorno al personaggio ed ai compagni che assorbe una certa quantità di danni;
- Leg It: fa correre molto più velocemente lui ed eventuali compagni di squadra nelle vicinanze;
- Explosive Keg: lancio di un barilotto esplosivo che esplode dopo un certo tempo o quando colpito da un'esplosione o da un proiettile;
- I Eat Grenades: assorbe tutti i danni causati da granate, trappole, TNT, barili esplosivi e colpi di carri armati che entrano in un certo raggio di azione e ridà una certa quantità di punti vita per ogni colpo assorbito;
- Frenzy Fire: aumenta la precisione della MG impugnata per un breve periodo di tempo e per ogni 4 colpi a segno restituisce una certa quantità di punti vita;

### Livelli
Il livello massimo è 30, ed ogni due livelli si otterrà un punto da poter spendere in una nuova abilità (più un punto iniziale assegnato all'abilità principale alla creazione del personaggio) o per migliorarne una vecchia, avendo in totale a disposizione 16 punti da utilizzare.
I punti esperienza si ottengono o causando danno ad un nemico, o conquistando una bandiera.
Salendo di livello, saranno disponibili man mano nuovi oggetti da comprare ed indossare.

### Personalizzazione
Si potranno personalizzare con i Valor Points (una forma di moneta virtuale che si può guadagnare gratuitamente giocando) solo il torso, le gambe, la testa e le mani (in ogni caso, comunque per un periodo limitato di tempo).
Saranno invece acquistabili con i Funds (moneta virtuale a pagamento) una grande quantità di accessori per ogni parte del corpo, dando molta più originalità al proprio personaggio.

### Bilanciamento
Erano disponibili, per ogni classe, armi di diverse velocità e raggio d'azione, rendendole piuttosto bilanciate. Inoltre, per contrastare i carri armati, il Gunner potrà usufruire di uno speciale lanciarazzi, mentre le altre classi potranno danneggiarli con granate o TNT da appiccicare direttamente sul veicolo nemico e addirittura il Soldato, con la sua abilità Blasting Strike, potrà tentare di capovolgerne uno rendendolo inutilizzabile.
Diversamente da altri videogiochi in cui i veicoli spazzano letteralmente via la fanteria, qui non è difficile contrastare a piedi né veicoli terrestri né aeroplani.

## Modalità di gioco
Esistevano quattro modalità di gioco:
- Deathmatch a squadre che dava ad ogni squadra 50 ticket per round. Uccidere nemici ridurreva questi ultimi i vincitori saranno i primi che faranno arrivare la squadra avversaria a zero tickets;

- Eroe della Collina; l'obiettivo è conquistare un razzo

- Cattura la Bandiera. L'obbiettivo è quello di conquistare 3 bandiere avversarie

- Team elimination: in questa modalità 8 vs 8 i giocatori si batteranno fino a quando tutti i membri della squadra avversaria saranno eliminati; a differenza del deathmatch ogni giocatore ha un solo ticket

### Mappe
Erano disponibili nove mappe, sotto citate nell'ordine d'uscita:
Seaside Skirmish;
Victory Village (solo fanteria);
Buccaner's Bay;
Coastal Clash (solo fanteria);
Riverside Rush (solo fanteria);
Sunset Showdown;
Midnight Mayhem (solo fanteria);
Alpine Assault;
Wicked Wake;
Perilous Port (Solo Fanteria);
Lunar Landing (Solo Fanteria);
Morning Mayhem (Solo Fanteria);
Inland Invasion

## Closed Beta
Il 6 maggio 2008, è iniziata la prima fase della beta riservata a Beta Testers professionisti, e fu detto che nel giro di qualche settimana il gioco sarebbe stato disponibile per il pubblico. Dopo quattro o cinque mesi la data di uscita fu posticipata e furono concesse beta-key tramite contest sul blog ufficiale del gioco od attraverso partner raggiungendo solo qualche decina di migliaia di beta-tester. La fase closed beta è terminata solo il 25 giugno 2009, ed il gioco è diventato aperto a tutti, passando da una open beta ad una release ufficiale.